# Chiesa di San Martino in Villapizzone
La chiesa di San Martino in Villapizzone è la parrocchiale di Villapizzone, quartiere periferico di Milano, in città metropolitana ed arcidiocesi di Milano; fa parte del decanato di Cagnola-Gallaratese-Quarto Oggiaro.

## Storia
Secondo la memoria redatta nel 1530 dall'abate Giacomo Stella, rettore della chiesa di San Martino a Villapizzone, l'origine della parrocchia risalirebbe al VI secolo.
Il centro storico del borgo di Villapizzone è raccolto intorno alla chiesa di San Martino, il cui presente edificio ha sostituito, a partire dal 1604, la precedente costruzione. Essa era ubicata all'angolo delle attuali via Varesina e via Fiamminghino; la sua demolizione risale al 1783 come testimoniato da Mauro Panizzardi, parroco di Villapizzone nei primi anni dell'Ottocento, in un documento intitolato "Tabella per le notificazioni delle chiese della Diocesi di Milano" (Archivio di Stato di Milano, Culto, p.m., cart. 2500). Nelle memorie del monaco Giacomo Stella si parla di un oratorio dedicato a San Martino da Atanasio Piccione; si specifica inoltre che la chiesa e la casa parrocchiale vennero rifabbricate dagli Umiliati, successori dei Monaci Neri come possessori di Villapizzone. Secondo Mauro Panizzardi la vecchia chiesa sarebbe comunque stata fondata proprio dai Monaci Neri.
Goffredo da Bussero nel suo Liber Notitiae Sanctorum Mediolani, redatto nel XIII secolo, scrive: "In strate de Bolate ecclesia sancti Martini et Apollinaris", senza nominare Villapizzone. Il resoconto della visita pastorale fatta da San Carlo Borromeo il 25 luglio 1573 non ci fornisce indicazioni circa l'ubicazione della vecchia chiesa. I primi dati certi sulla storia del presente edificio sono un Istromento di Donazione 28 maggio 1604, con cui Antonio Visconti donava alla parrocchia un terreno utilizzato per orti di 35 x 24 braccia milanesi (m. 20,82 x 14,28), una lapide indicante l'inizio dei lavori all'11 giugno 1604 era visibile sulla parete esterna del "coro" secondo quanto riporta il resoconto della visita pastorale fatta dal cardinale Giuseppe Pozzobonelli nel 1752 al territorio della pieve di Trenno; un'anonima relazione di una visita vicariale avvenuta nel 1632 descrive l'avanzamento dei lavori. La costruzione fu terminata intorno al 1640.
La chiesa aveva una planimetria ad un'unica navata, organizzata longitudinalmente in tre campate uguali, sulle quali davano delle cappelle rettangolari ed un'abside quadrata indicata come cappella maggiore, essendo non ultimata, il campanile era basso, elevandosi fino all'altezza della chiesa e sprovvisto di campane che erano sistemate su due pilastri all'ingresso della chiesa.
Nella prima metà del XVIII secolo la parrocchia passò dalla pieve di Bollate a quella di Trenno.
Nel 9 giugno 1720 venne eretta, ad opera dall'arcivescovo Benedetto Erba Odescalchi la "confraternita del Santissimo Sacramento", i cui ascritti indossavano un abito di colore rosso; la cui presenza fu annotata nel 1752 durante la visita di Pozzobonelli.
Un legato di 15.000 lire, elargito alla fine del XIX secolo da monsignor Giovanni Radice Fossati alla parrocchia, e il cui utilizzo venne concesso da un regio decreto, permise l'ampliamento della chiesa tra il 1893 e il 1896.

L'interno della chiesa di San Martino agli inizi del Novecento.

All'inizio del XX secolo la parrocchia di San Martino era inserita nel vicariato foraneo di Trenno. A seguito dell'aggregazione di Villapizzone al comune di Milano, avvenuta nel 1923, l'arcivescovo Eugenio Tosi decretò il 12 gennaio 1924 l'innalzamento dello stato della chiesa a prepositura, che fu inclusa nella Porta V di Milano nel 1930. Nel 1971 fu assegnata al decanato di Cagnola, nella zona pastorale I di Milano.

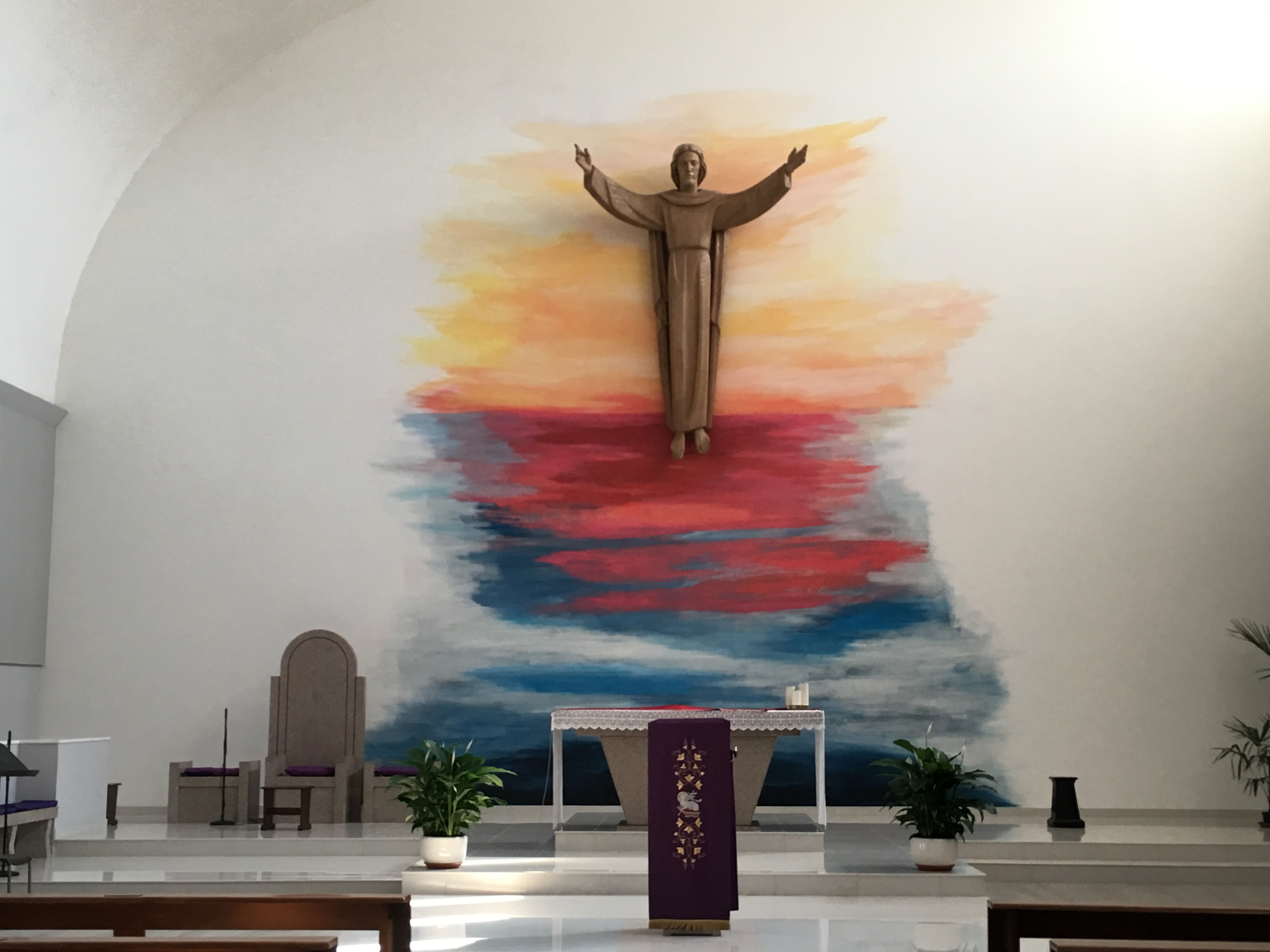
Il presbiterio della nuova aula liturgica, nel 2019.

Nel 1969 fu demolita l'abside e al suo posto venne costruita una nuova zona liturgica, rialzata rispetto alla parte antica. Nel 2017 fu effettuato un nuovo adeguamento: le due aule liturgiche furono separate con la costruzione di una parete in cartongesso nella zona presbiteriale della parte antica della chiesa.
Il 2 settembre 2022 la parrocchia entrò a far parte della comunità pastorale "Santa Maria Maddalena", formata dalle parrocchie di San Martino in Villapizzone, di San Gaetano e di Gesù Maria e Giuseppe.

## Descrizione

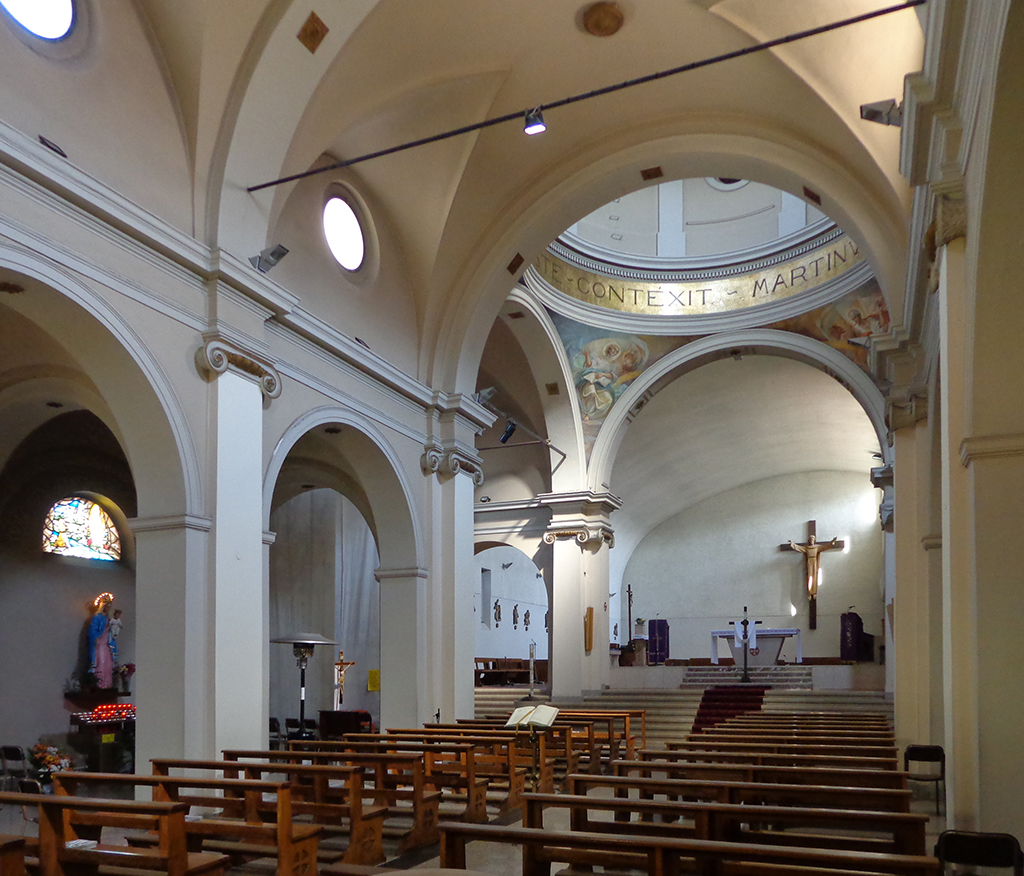
L'interno prima dell'adeguamento del 2017; in secondo piano si intravede l'accesso all'aula liturgica costruita nel 1969.

### Esterno
La facciata a salienti anticipa le tre navate dell'aula e si presenta tripartita con due lesene laterali e quattro grandi lesene centrali complete di altissima zoccolatura e terminanti con capitelli che reggono l'architrave e il timpano triangolare. Ognuna delle tre sezioni ospita un ingresso: quello centrale è di maggiore misura e termina con un architrave piano aggettante, mentre i due laterali sono sormontati da un'apertura a lunetta atta a illuminare l'interno. Sopra al portale maggiore vi è un tondo con l'affresco di San Martino a cavallo. I prospetti esterni sono intonacati nella parte antica e parzialmente ricoperti con elementi lapidei in corrispondenza dell'ampliamento.

### Interno
La chiesa è composta da tre navate e tre campate. Gli archi e le volte in muratura poggiano su possenti pilastri articolati da paraste aggettanti su tutti i lati. La larghezza del transetto, leggermente sporgente rispetto alle navate laterali, è pari a quella dell'ampliamento della chiesa oltre l'arco trionfale.
L'ampliamento è costituito due navate asimmetriche; è collegato con la sacrestia e con un accesso indipendente sul fianco meridionale della chiesa.